# Theobroma mammosum
Theobroma mammosum là một loài thực vật có hoa trong họ Cẩm quỳ. Loài này được Cuatrec. & Jorge León miêu tả khoa học đầu tiên năm 1949.